# William Ury
William Ury (12 settembre 1953) è uno scrittore e antropologo statunitense.
Ha co-fondato lo Harvard Program on Negotiation. e ha collaborato alla fondazione dell'International Negotiation Network con l'ex President Jimmy Carter. Ury è il coautore di Getting to Yes, tradotto in italiano con il titolo "L'arte del Negoziato" con Roger Fisher. In tale testo si espongono i principi ed i metodi della negoziazione e si enuncia il concetto di Best Alternative To a Negotiated Agreement (BATNA), traducibile come Miglior Alternativa all'Accordo Negoziato, nell'ambito della teoria della negoziazione.

## Contesto
Ury si formò al Le Rosey e al Phillips Andover, dove si laureò nel 1970. Nel college, Ury studiòantropologia, linguistica e materie classiche. Ury ricevette il suo B.A. a Yale e il PhD in antropologia sociale ad Harvard.. Nel 1979 egli co-fondò lo Harvard Negotiation Project di cui egli è tuttora un eminente componente. In 1981, egli contribuì a fondare il Program on Negotiation presso la Harvard Law School.

## Libri
Ury è coautore di Getting to Yes, tradotto in italiano con il titolo "L'arte del negoziato" con Roger Fisher. Si tratta di un testo che costituisce una guida sia per le mediazioni internazionali e sia per risolvere i conflitti che giornalmente ciascuno deve affrontare. Il libro fu pubblicato per la prima volta nel 1981, poi pubblicato in seconda edizione nel 1991 con Bruce Patton accreditato come ulteriore coautore. Una terza edizione fu pubblicata nel 2012.
Altri libri scritti da Ury includono (i titoli sono indicati in italiano):
- Beyond the Hotline: How Crisis Control Can Prevent Nuclear War - Al di là della Hotline: come il controllo delle crisi può prevenire la guerra nucleare (1985) (a cura di Martin Linsky)[10]
- Getting Disputes Resolved: Designing Systems to Cut the Costs of Conflict  - Risolvere le controversie: progettare sistemi per ridurre i costi dei conflitti - (1988) (con Jeanne M Brett e Stephen B Goldberg)
- Getting past no: Negotiating with Difficult People - Come superare il No: Negoziare con le persone difficili (1993)
- Getting to Peace: Transforming Conflict at Home, at Work, and in the World  Arrivare alla pace: Trasformare il conflitto a casa, al lavoro e nel mondo (1999), pubblicato in edizione economica come The Third Side: Why We Fight and How We Can Stop - Il terzo lato: perché noi combattiamo e come noi possiamo smettere (2000)
- Must we fight?: From the Battlefield to the Schoolyard, A New Perspective on Violent Conflict and Ist Prevention - Dobbiamo combattere: Dal campo di battaglia al cortile della scuola, una nuova prospettiva sul conflitto violento e la sua prevenzione (2002)[11]
- The power of a Positive no: How to Say and Still Get to Yes - Il potere di un no positivo: come dire di no e arrivare ancora a sì (2007)[12][13]
- Getting to Yes with Yourself (And Other Worthy Opponent - Arrivare a sì con se stessi (e altri degni avversari) (2015)

## Lavoro internazionale
Ury ha operato come consigliere nelle negoziazioni e nelle mediazioni nei conflitti in Medio Oriente, nei Balcani, nell'ex Unione Sovietica, in Indonesia, in Yugoslasvia, in Cecenia, in Venezuela e nei conflitti tra vari stati.
Ury ha fondato ed è stato direttore del progetto di negoziazione nucleare di Harvard. Nel 1982, l'agenzia di controllo degli armamenti e di disarmo degli Stati Uniti ha richiesto che il progetto di negoziazione di Harvard compili un rapporto applicando la sua comprensione della comunicazione umana alla questione della moderazione delle superpotenze al fine di ridurre il rischio di una guerra iniziata da incidente, terrorismo, errore, fuga escalation o errata percezione. Insieme a Richard Smoke, Ury ha intervistato specialisti e funzionari governativi statunitensi e sovietici e ha pubblicato il rapporto per il governo nel 1984. Il rapporto era la base del libro di Ury Beyond the Hotline . Durante questo periodo, è stato anche consulente del Crisis Management Center alla Casa Bianca, lavorando per creare centri di riduzione del rischio nucleare a Washington e Mosca, che sono stati oggetto del primo accordo sul controllo degli armamenti firmato dal presidente Ronald Reagan e dal segretario generale Mikhail Gorbachev.
Insieme all'ex presidente Jimmy Carter, Ury ha co-fondato l'International Negotiation Network, che ha operato per porre fine alle guerre civili in tutto il mondo. L'International Negotiation Network era guidata da un consiglio che includeva Carter e Desmond Tutu . Altre persone importanti coinvolte nella rete sono Javier Pérez de Cuéllar, Sonny Ramphal e Sir Brian Urquhart .
Ury insegna negoziazione a dirigenti aziendali e leader sindacali internazionali, al fine di raggiungere accordi reciprocamente proficui con clienti, fornitori, sindacati e partner di joint-venture.
Nel 2001, Ury ha co-fondato l'e-Parliament con Nicholas Dunlop . Il sito Web funge da forum globale per i funzionari internazionali che lavorano su questioni di interesse comune. Lo e.Parliament ha dato vita al Climate Parliament, una commissione sul clima, che collega migliaia di funzionari di 50 paesi diversi per lavorare insieme in modo informale ma concreto ed efficiente su questioni relative alle energie rinnovabili e al clima.
Il professore e avvocato Mario Quinto ha sinora fornito il maggior contributo alla diffusione in italia del pensiero di William Ury.

### Abraham Path
Nel 2007, Ury ha fondato la Abraham Path Initiative, un percorso a piedi di lunga distanza attraverso il Medio Oriente che collega i siti visitati da Abraham, come riportato in antichi testi e tradizioni religiose. La Abraham Path Initiative è stata concepita e si è inizialmente sviluppata all'Harvard Negotiation Project ed è sostenuta dall'Organizzazione mondiale del turismo delle Nazioni Unite, dall'Alleanza delle civiltà delle Nazioni Unite e da altri partner internazionali. L'iniziativa senza fini di lucro, non religiosa e non politica mira a sostenere i partner locali nello sviluppo del percorso di Abraham come:
- un catalizzatore per lo sviluppo socioeconomico e per il turismo sostenibile
- un luogo di incontro e contatto tra persone del medio oriente e altre persone di tutto il mondo
- uno spazio creativo per situazioni che evidenziano un'unica cultura, eredità e ospitalità della regione

Nell'aprile 2014, l'Abraham Path è stato elencato nella rivista National Geographic Traveler (UK) come numero uno nella sua lista dei dieci migliori percorsi a piedi al mondo.

## Premi
Ury ha ricevuto il Whitney North Seymour Award dalla American Arbitration Association . Ha anche ricevuto la Distinguished Service Medal dal Parlamento russo per il suo lavoro sulla risoluzione dei conflitti etnici. Ha ricevuto il Peacemakers Award 2012 da Mediators Beyond Borders.